# شمر بن ذي الجوشن
شِمْر (بكسر الشين وسكون الميم) بن ذي الجوشن، وكنيته «أبو السابغة»، كان ممن بايع علي بن أبي طالب وشارك في معركة صفين إلى جانبه لكنه تمرد عليه في فتنة الخوارج، وبعد ذلك شارك في معركة كربلاء، وكان حينئذ من ضمن قتلة الحسين بن علي، واشتهر بحز رأسه. قُتِل شِمْر بعدئذ على يد أتباع المختار الثقفي
عدَّ الدارقطني -أحد أعلام الحديث- شمر بن ذي الجوشن من القتلة المباشرين للحسين بن علي في معركة كربلاء سنة 61 هـ، ونقل عنه قوله في حقه: «شمر بن ذي الجوشن، قاتل الحسين بن علي عليه السلام، وعلى قاتله اللعنة والغضب».

## النسب
هو شِمْر ابن الصحابي شرَحبيل بن الأعور- واسم الأعور نوفل بن عمرو بن معاوية الضباب بن كلاب بن ربيعة بن عامر بن صعصعة بن معاوية بن بكر بن هوازن بن عكرمة بن خصفة بن قيس عيلان.

## عنه
كان من قادة جيش الخليفة الراشد الرابع علي بن أبي طالب في معركة صفين لكنه تمرد عليه في حركة الخوارج الذين حاربوا عليا بعد ذلك في النهروان ثم تحالف مع بني أمية وقاتل معهم ضد الحسين بن علي وبقي مجاهرا ببغض علي إلى أن قتل.

### معركة كربلاء
لما مضى عمر بن سعد بن أبي وقاص في مواجهة الحسين بكربلاء، توجه شِمْر  حاملاً كتاباً من والي الكوفة  ابن زياد إلى عمر بن سعد يخيّره فيه بين حسم الأمر أو ترك قيادة الجيش إلى شِمْر فرفض عمر بن سعد التنازل عن قيادة الجيش وقال للشمر : لَا وَلَا كَرَامَةَ لَكَ ! أَنَا أَتَوَلَّى ذَلِكَ  
 وتولى شِمْر  قيادة الميسرة ، واشتهر بحز رأس الحسين

## مقتله
بعد خروج المختار بن أبي عبيد هرب شمر من الكوفة بعد أن أعلن تمرده على المختار الثقفي وكان شمر هارباً باتجاه البصرة التي كان فيها مصعب بن الزبير فوصل قرية يقال لها علوج فأرسل غلاما له ومعه كتاب إلى مصعب بن الزبير يخبره بقدومه اليه ومكانه ولكن كيان أبو عمرة أحد قادة جيش المختار الثقفي عثر عليه في الطريق فعرف مكان الشمر فتوجه اليه فعندما وصل اليه خرج الشمر ومعه سيفه لقتال كيان أبو عمرة فما زال يناضل عن نفسه حتى قُتل وقطع كيان أبو عمرة رأسه وأرسله إلى المختار الثقفي.

## ذريته
من أشهر ذريته، الصميل بن حاتم بن عمر بن جذع بن شمر بن ذي الجوشن. شارك الصميل في بعث كلثوم بن عياض القشيري من ضمن جند قنسرين، الذي بعثه الخليفة هشام بن عبد الملك إلى إفريقية. ولما انهزمت تلك الحملة أمام البربر، فر في صحبة بلج بن بشر القشيري إلى الأندلس. ثم أصبح بعد فترة زعيمًا لقبائل مضر في الأندلس.

## روايته للحديث
روى شمر الحديث عن أبيه، وكان من روى الحديث عنه التابعون أبو إسحاق السبيعي.

## في السينما والتلفزيون
- 2011: مسلسل معاوية والحسن والحسين، وقام بدور شمر بن ذي الجوشن الممثل غسان عزب.[10]